# 石黒昇 (陸上選手)
石黒 昇（いしぐろ のぼる、1932年8月2日 - 2021年2月11日）は、日本の競歩の選手である。

## 経歴
元々は長距離走の選手であったが、法政大学在学時に結核を患い、断念。数年後に退院し、健康維持のために独学で競歩を始める。
32歳で、1964年東京オリンピックの男子20キロメートル競歩に出場。1時間39分40秒0で23位だった。旧郵政省東京貯金局（現ゆうちょ銀行貯金事務センター）に勤務していたが、競歩自体が当時社会的に認知されていなかったので、大会出場中の欠勤を理由に解雇されていた。その後、埼玉県庁に勤務する傍ら、日本陸上競技連盟で審判や強化の委員などを務めた。また、「日本競歩を強くする会」の副会長になり、年2回の合宿開催や強化費集めに奔走した。
2020年東京オリンピックでは埼玉県の聖火ランナーに内定していた。だが、大会が延期に追い込まれる中、2021年2月11日、食道がんで死去した。88歳没。
競歩選手仲間の親友である三輪寿美雄に石黒の写真が託され、三輪は石黒の写真を胸ポケットに納め宮崎県で聖火リレーを務めた。

## 主な記録
- 1961年
  - 第16回国民体育大会 20km競歩 2位 1時間46分42秒8[7]:89
- 1963年
  - 第18回国民体育大会 20km競歩 4位 1時間43分44秒2[7]:104
- 1964年
  - 東京オリンピック 20km競歩 23位 1時間39分40秒0